# Reidar Kvåle
Reidar Kvåle (ur. 1974) – norweski strongman.
Mistrz Norwegii Strongman w roku 2004.
Mieszka we wsi Nodelandsheia, w gminie Songdalen.
Wymiary:
- wzrost 186 cm
- waga 135 kg

Rekordy życiowe:
- przysiad 300 kg
- wyciskanie 3 x 190 kg
- martwy ciąg 2 x 320 kg

## Osiągnięcia strongman
- 2003
  - 3. miejsce - Mistrzostwa Norwegii Strongman
- 2004
  - 1. miejsce - Mistrzostwa Norwegii Strongman
- 2005
  - 2. miejsce - Mistrzostwa Norwegii Strongman
- 2006
  - 3. miejsce - Mistrzostwa Norwegii Strongman
  - 8. miejsce - Puchar Świata Siłaczy 2006: Fürstenfeldbruck